# Mousetracking
Unter Mousetracking (zu Deutsch etwa: Mauszeiger-Beobachtung) versteht man die Aufzeichnung der Mausbewegung bei der Interaktion mit dem Computer. (Bewegungen, Clicks, Verweildauer, Scrollings). Meist kommt Mousetracking als Usability-Testmethode von Websites zum Einsatz. In diesem Kontext konzentriert sich Mousetracking in erster Linie auf die Effizienz von Webseiten. Eine nutzerfreundliche Webseite ist im Kontext der Effizienz eine Seite, auf der der Nutzer schnell und erfolgreich zum Ziel kommt. Als Alternative zu klassischen Usability-Tests lässt sich mit Mousetracking oft eine höhere Fallzahl erreichen, wodurch eine bessere Quantifizierung und damit Priorisierung der Probleme möglich ist. Außerdem kann man die Nutzer im realen Nutzungskontext, außerhalb einer Laborsituation, beobachten und so echtes Benutzerverhalten erfassen und analysieren.
Neuerdings wird Mousetracking auch in der kognitionspsychologischen Grundlagenforschung verwendet, um kognitive Konflikte zwischen Handlungstendenzen sowie deren Dynamik zu erforschen.

## Mousetracking-Technologien

### JavaScript
JavaScript ist eine in moderne Web-Browser integrierte Programmiersprache, mit der die Mausbewegungen des Nutzers aufgenommen werden können. Dazu wird ein Programmcode in den Quelltext der Seite eingefügt. Der JavaScript-Code baut eine Verbindung zum Server des Tracking-Dienstleisters auf und zieht Kontext-Daten wie die Konfiguration des Nutzer-Systems oder die URL der geladenen Seite und startet die Mausverfolgung innerhalb eines Koordinatengerüsts.
Weiterentwickelte Systeme speichern und übertragen den DOM-Tree (Document Object Model) der Seite inklusive einer dynamischen Veränderungen, um zum Zeitpunkt des Playback die Originalseite wiederherzustellen.

### Plug-ins
Ein Plug-in ist ein optionales Software-Modul, das eine bestehende Software erweitert bzw. verändert. Die Mousetracking-Daten, die durch Plug-ins bereitgestellt werden, sind nicht anders als die von JavaScript bereitgestellten Daten. Der einzige Unterschied zwischen Plug-ins und JavaScript-Daten besteht darin, dass der Nutzer mit dem Plug-in eine spezielle Software installieren muss.

## Verfahren
Man unterscheidet beim Mousetracking zwischen den folgenden Methoden:
- Analyse im Usability-Lab auf dafür speziell eingerichteten Computersystemen.
- Remote-Mousetracking, bei dem die Analyse ortsunabhängig durchgeführt werden kann. Jedoch ist die Installation einer Trackingsoftware notwendig. (bspw. Morae)
- Nicht-reaktives Mousetracking, bei dem die Aufzeichnung ohne Installation von Software und dedizierter Vorbereitung auf eine Testsituation erfolgt. (bspw. m-pathy)

## Methoden der Datenauswertung
Die mithilfe von Mousetracking aufgezeichneten Daten können anhand verschiedener Methoden ausgewertet werden.

### Einzelvideos
Mit verschiedenen Tools ist es möglich, sich Einzelvideos der Nutzer anzusehen. Mithilfe der Einzelvideos kann man das Nutzerverhalten auf einer individuell-detaillierten Ebene betrachten und somit ein tieferes Verständnis des Nutzerverhaltens erreichen. Die Videos sind nicht auf einzelne Seiten beschränkt, sondern können mehrere Seiten umfassen.

### Heatmaps
Mausbewegungen, Klicks und Scrollings können von mehreren Nutzern zusammengefasst dargestellt werden. Durch solche aggregierten Ansichten wird die Aufmerksamkeit der Nutzer sichtbar und es können Fehlklicks aufgedeckt werden. Bei den sogenannten Scrolling- oder Visibilitymaps wird sichtbar, wie weit die Nutzer nach unten scrollen und somit, welche Bereiche der Seite überhaupt wahrgenommen werden.

### Formularanalysen
Mithilfe der Formularanalyse lassen sich Kennwerte für jedes einzelne Feld eines Formulars bestimmen. Dazu zählen die Abbruch- und Korrekturraten, sowie die Interaktionszeit (Die Zeit, die die Nutzer brauchen, um das Feld auszufüllen). Zusätzlich kann auch das Auftreten von Fehlermeldungen aufzeichnet werden.
Moderne Mousetracking-Lösungen erlauben es, Auffälligkeiten in den aggregierten Ansichten durch einen Filterung der zugehörigen Einzelvideos genauer zu untersuchen.

## Anwendungen

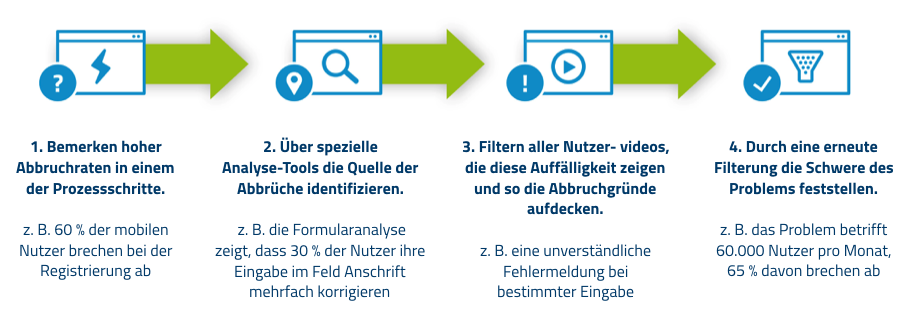
Prozessschritte des Usability-Testings

### Usability Testing + Conversion Optimierung
Mithilfe von Mousetracking kann man die Benutzerfreundlichkeit einer Webseite testen und analysieren.
Wie in der nebenstehenden Abbildung gezeigt wird, besteht der Prozess des Usability Testings aus verschiedenen Phasen. Beweggründe für das Überprüfen der Usability sind häufig hohe Abbruchraten auf den jeweiligen Prozessschritten. Über spezielle Analysetools kann dann die Quelle der Abbrüche gefunden werden. Als nächster Schritt zur Aufdeckung der Abbruchgründe eignet sich die Analyse von Nutzer-Videos. Um letztendlich die Schwere eines Problems festzustellen, kann man diese Nutzer filtern und so quantifizieren, wie viele Nutzer ein bestimmtes Problem betrifft und wie viele davon deshalb abbrechen. Diese Kennzahlen können als Maß der Wichtigkeit für diese Usability-Optimierung dienen.

#### Beispiele für Usability-Probleme
- Schlecht platzierte Buttons können entdeckt werden, indem man anhand einer Scrollingmap Bereiche einer Webseite ermittelt, die nicht initial sichtbar sind und vom Nutzer auch nicht durch Scrollen entdeckt werden.[5]
- Auch spezifische Probleme mobiler Nutzer lassen sich mit Hilfe von „Mousetracking“ aufdecken. Touch-Gesten, wie zum Beispiel Zoomen auf Produktbildern, auf denen Zoomen nicht möglich ist, können in Nutzer-Videos entdeckt und durch Filterung und Quantifizierung der betreffenden Nutzer als problematisch erkannt werden.

### Qualitätsmanagement
Qualitätsmanagement bezeichnet alle organisatorischen Maßnahmen, die der Verbesserung der Prozessqualität, der Leistungen und damit den Produkten jeglicher Art, in diesem Fall vor allem Websites, dienen. Wichtig dabei ist es, die Prozesse objektiv beweisbar zu machen.
Gerade im eCommerce ist es notwendig, zeitnah auf Störungen durch technische Probleme oder Usability-Hürden reagieren zu können und die Quelle der Probleme zu identifizieren.
Das kann man durch das Tracken und Auswerten der Verhaltensweisen (Mauspuren, -klicks) einer großen Stichprobe realer Nutzer erreichen. Durch den Drill-Down auf Einzelvideos können Veränderungen in aggregierten Kennzahlen (z. B. Conversion-Rate) erklärt werden.

### Website-Anpassung in Echtzeit
Das Verfolgen von Mausbewegungen kann verwendet werden, um ein Interface in Echtzeit an die Interessen der Nutzer anzupassen.
Informationen wie z. B. eine lange Aufenthaltsdauer der Maus auf einer bestimmten Stelle und die Laufbahn der Maus können dazu verwendet werden, die Höhe des Interesses an diesem Gegenstand zu bewerten.
Die gewonnenen Kenntnisse können genutzt werden, um zum Beispiel Produkte oder Informationen vorzuschlagen, die für einen bestimmten Nutzer von Interesse sein könnten.

### Grundlagenforschung in der Kognitionspsychologie
In kognitionspsychologischen Experimenten, bei denen die Versuchsteilnehmer zwischen verschiedenen Optionen wählen können, ist die Mausbewegung ein unaufdringlich erfassbarer Indikator für konflikthafte Handlungstendenzen. Je stärker der Konflikt, desto mehr weicht die Mausbewegung im Durchschnitt von einer geraden Bewegung hin zum gewählten Objekt ab. Damit sind sehr feine Handlungstendenzen nachweisbar, die dem Bewusstsein nicht immer zugänglich sein müssen. Die Methode kam in Kategorisierungsaufgaben, riskanten Wahlen zwischen Optionen, Wahrnehmung gesprochener Sprache sowie sozialen Kognitionsaufgaben zum Einsatz.